# Norris (Carolina del Sud)
Norris és una població dels Estats Units a l'estat de Carolina del Sud. Segons el cens del 2000 tenia 847 habitants.

## Demografia
Segons el cens del 2000, Norris tenia 847 habitants, 346 habitatges i 252 famílies. La densitat de població era de 173 habitants/km².
Dels 346 habitatges en un 30,1% hi vivien nens de menys de 18 anys, en un 54,6% hi vivien parelles casades, en un 13,3% dones solteres, i en un 26,9% no eren unitats familiars. En el 23,4% dels habitatges hi vivien persones soles el 8,4% de les quals corresponia a persones de 65 anys o més que vivien soles. El nombre mitjà de persones vivint en cada habitatge era de 2,45 i el nombre mitjà de persones que vivien en cada família era de 2,88.
Per edats la població es repartia de la següent manera: un 23,8% tenia menys de 18 anys, un 6,6% entre 18 i 24, un 31,5% entre 25 i 44, un 24,3% de 45 a 60 i un 13,7% 65 anys o més.
L'edat mediana era de 38 anys. Per cada 100 dones de 18 o més anys hi havia 95,5 homes.
La renda mediana per habitatge era de 33.393 $ i la renda mediana per família de 37.024 $. Els homes tenien una renda mediana de 27.404 $ mentre que les dones 21.563 $. La renda per capita de la població era de 13.825 $. Entorn del 7,8% de les famílies i l'11,1% de la població estaven per davall del llindar de pobresa.

## Poblacions més properes
El següent diagrama mostra les poblacions més properes.